# Колиска (роман Артура Кларка та Джентрі Лі)
«Колиска» (англ. Cradle) — науково-фантастичний роман Артура Кларка та Джентрі Лі, опублікований 1988 року. Основний сюжет «Колиски» розгортається в 1994 році під час контакту між декількома людьми з Маямі та супер-роботами з пошкодженого космічного корабля, затопленого біля узбережжя Флориди. Телекомунікаційні досягнення, такі як відеотелефони та високоефективне обладнання для підводного сканування, використовується як історичний міст від повсякденного реального життя до найближчого майбутнього, свідченням якого є технічний прогрес.

## Сюжет
У 1994 році морські піхотинці тестують нову ракету, але після запуску вона таємничо зникає і стає зрозуміло, що якщо ракета досягне районів проживання цивільних, то в них будуть у великій проблеми. Журналіст Керол Доусон дізнається про незвичайне видовище з китами у районі Маямі, і вирішує подивитися на нього й написати про це.
Озброєний спеціальним обладнанням, наданим її другом, д-ром Дейлом Мікельсом з МОІ (Інститут Океанографії Маямі), вирушає досліджувати чутки про зниклі ракети, які належать морським піхотинцям та могли б бути поясненням загадкової поведінки китів останнім часом. Вона наймає на роботу Ніка Вільямса і Джефферсона Троя, власників маленького човна, щоб вони могла дістатися до Мексиканської затоки і дослідити ближче, чи має ракета щось спільне з усім вищезазначеним.
Зрештою вони знаходять невідомий артефакт, який викликає багато сумнівів щодо його походження, одна з ідей — він є частиною втраченого скарбу, який може коштувати мільйони. Старі друзі Вільямса та Троя дізналися про знахідку та як у старі часи, спланували її викрадення.
На тлі основного сюжету автор розповідає про цивілізацію підводних змій на планеті під назвою Кантор і про те, як вони намагалися залишитися в живих через нові загрози їх екосистемі. Згодом у романді відкривається таємниця артефакту, знайдений в морі: насправді він є колискою, який містить «насіння» вдосконалених надлюдей, які були взяті з землі мільйони років тому і змінені, щоб вони могли жити на землі з іншими видами (у тому числі підводними зміями). Космічний корабель, який несе в собі колиску, укомплектований роботами/кіборгами і захований на дні океану Землі, на ньому відбувається ремонт.
Доусон, Вільямс та Трой під час пошуків ракети знайшли пошкоджений корабель на дні океану, до них звернулися з проханням зібрати матеріали, щоб корабель міг бути відремонтований та повернутися до своєї місії. Перед тим як покинути землю, роботи з корабля попросили людей зберегти колиску, тому що це надзвичайно допомогло б людському роду мати надлюдські насіння, щоб розвивалися швидше і краще, але зрештою люди відмовляються, щоб уникнути майбутніх воєн між людьми та надлюдьми.

## Критичні відгуки
Книга була піддана критиці за надмірний опис особистого життя персонажів, не пов'язаних із сюжетом та численними сексуальними сценами. Ожин з критиків зазначив:
|  | «Я «за» розкриття характеру персонажів, якщо це стосується майбутніх подій, я не заперечую, якщо він трохи затягне. Проте перші декілька сотень сторінок «Колиски» наповнені більш-менш безглуздим описом персонажа, вочевидь написаним Лі, що було б ідеально для будинку в романтичних романах від Гарлекіна. Декілька сторінок наукової фантастика, явно не написані Лі, настільки переплітаються, що читачеві можна нагадати: вони заплатили 6 доларів за роман Кларка, а не 2 долари за роман на полицях продуктового магазину.» |